# Émile Biayenda (Kardinal)

Kardinalswappen von Emile Biayenda

Emile Kardinal Biayenda (* 1927 in Mpongala, Republik Kongo; † 23. März 1977 in Brazzaville) war ein kongolesischer Geistlicher und römisch-katholischer Erzbischof von Brazzaville.

## Leben
Emile Biayenda empfing nach einem Studium der Katholischen Theologie in Brazzaville und Lyon am 26. Oktober 1958 das Sakrament der Priesterweihe durch den Erzbischof von Brazzaville, Michel-Jules-Joseph-Marie Bernard CSSp. Er war von 1959 bis 1965 und 1969 bis 1970 als Gemeindeseelsorger tätig. Von 1965 bis 1969 fungierte er als Bischofsvikar der Erzdiözese Brazzaville.
Papst Paul VI. ernannte ihn am 7. März 1970 zum Titularerzbischof von Garba und zum Koadjutorerzbischof von Brazzaville. Die Bischofsweihe spendete ihm Erzbischof Sergio Pignedoli, Sekretär der Kongregation für die Evangelisierung der Völker, am 17. Mai 1970; Mitkonsekratoren waren Erzbischof Mario Tagliaferri, Apostolischer Delegat im Kongo, und der Bischof von Orléans, Guy-Marie Riobé. Mit dem Tod Théophile Mbembas am 14. Juni 1971 folgte er diesem als Erzbischof von Brazzaville nach. Im selben Jahr wurde Biayendi Präsident der kongolesischen Bischofskonferenz.
Emile Biayenda wurde am 5. März 1973 als Kardinalpriester mit der Titelkirche San Marco in Agro Laurentino in das Kardinalskollegium aufgenommen.
Er fiel einem Stammesstreit zum Opfer und wurde am 23. März 1977 ermordet, nachdem er am Tag zuvor entführt worden war. Seine sterblichen Überreste wurden in der Kathedrale von Brazzaville beigesetzt.

## Seligsprechungsprozess
Im März 1995 wurde der Seligsprechungsprozess eingeleitet, in dessen Verlauf Kardinal Biayenda zum Ehrwürdigen Diener Gottes erklärt wurde.

## Ehrungen
Emile Biayenda zu Ehren beschloss der Stadtrat von Brazzaville 2015 die Umbenennung der Hauptgeschäftsstraße der Stadt, der Avenue Foch, in Avenue Émile Biayenda.